# Белозёрка (Пушкин)
Белозёрка — исторический район в городе Пушкине (Пушкинский район Санкт-Петербурга). Расположен у пересечения Павловского шоссе и переулка Белозёрки.
Первоначально здесь был населённый пункт, который назывался пустошь Полозорь. Топоним относится к XVII — началу XVIII века. Происхождение наименования, скорее всего, финское, но его перевод не установлен.
В 1720-х годах пустошь заселили крестьяне, переведённые из центральных губерний России «на вечное житье» при загородной резиденции императрицы Екатерины I. Финское название было «русифицировано» в Белозёрку. Впрочем, по данным Большой топонимической энциклопедии, деревня Белозёрка (или Белозёрки) возникает на этом месте в 1745 году.
В 1744 году по указу Елизаветы Петровны в Белозёрке архитектор А. В. Квасов построил «каменные палаты для высочайших прибытий», именовавшиеся впоследствии Белозерским домом и даже дворцом. У дворца основали деревню, куда переселили в 1745 году три десятка крестьянских семейств, но вскоре здесь осталось только семейство крестьянки Татьяны Ивановой. Имя этой крестьянки сохранилось в названии небольшой деревни Татьяновки, лежащей на правой стороне шоссе напротив Малиновской дачи. Впрочем, на карте 1860 года единая деревня была подписана как Белозёрка (Татьяновка).
В 1748 году Белозерский дворец вдруг начал «растрескиваться» и «угрожал неминуемо развалиться». Срочно вызванные архитекторы Б. Ф. Растрелли и С. И. Чевакинский посчитали сохранение невозможным, и в 1749 году здесь, по сути, был построен новый дворец, расширенный по проекту Растрелли.
Как населённый пункт Белозёрка перестала существовать в 1964 году. 15 мая 1965 года единственной улице в деревне присвоили название переулок Белозёрки.